# 캐치 댓 머니
《캐치 댓 머니》(Catch That Kid)는 미국에서 제작된 바트 프룬디치 감독의 2004년 가족, 모험, 코미디, 범죄, 액션 영화이다. 2002년 영화 이다는 은행강도의 리메이크 작품이다. 크리스틴 스튜어트 등이 주연으로 출연하였고 앤드류 라저 등이 제작에 참여하였다.

## 출연

### 주연
- 크리스틴 스튜어트
- 코빈 블루

### 조연
- 맥스 티에리옷
- 제니퍼 빌즈
- 샘 로바즈
- 존 캐럴 린치
- 제임스 르그로스
- 마이클 데스 바레스
- 스타크 샌즈
- 레니 로프틴
- 프랑소와 지로데이

## 기타
- 원조: 한스 파비안 불렌베버
- 원조: 에를렌 루
- 원조: 니콜라이 아르셀
- Line PD: 제임스 도드슨
- 공동제작: 제프리 그로프
- 미술: 톰 메이어
- 의상: 살바도어 페레즈 주니어
- 배역: 더글러스 아이벨
- 배역: 마이클 호손
- 배역: 도나 아이삭슨